# Coleophora laticornella
The Pecan Cigar Casebearer (Coleophora laticornella) là một loài bướm đêm thuộc họ Coleophoridae. Nó được tìm thấy ở Bắc Mỹ.
Sải cánh dài khoảng 25 mm.
Ấu trùng ăn Carya illinoinensis và other Carya species, cũng như on Juglans nigra và Prunus americana.